# Lomographa admota
Lomographa admota là một loài bướm đêm trong họ Geometridae.